# Trebinjsko polje
Trebinjsko polje je krško polje u Bosni i Hercegovini
Nalazi se na jugu Hercegovine. Površina Trebinjskog polja je 18 km2. Dugo je 6,5, a široko između 1 i 3,8 kilometara. Nadmorska visina dna polja je između 268 i 275 metara. Kroz polje protiče rijeka Trebišnjica.
Na obodu polja nalazi se grad Trebinje na 275 metara nadmorske visine. Trebinje je gospodarsko središte Trebinjskog polja.